# Luis Rufo
Luis Rufo (Córdoba, 1581-ibídem, 1653), escritor y pintor español.

## Biografía
Fue hijo del escritor y poeta Juan Rufo. Estuvo en la Corte con motivo de la proclamación de Felipe III, como portador de una epístola en verso sobre el arte de bien gobernar escrita por su padre. Estuvo en Italia, donde triunfó en un concurso sobre Caravaggio, y en Madrid entró al servicio del príncipe Filiberto de Saboya. Compuso Los quinientos apotegmas de Luis Rufo como prolongación de la obra homónima de su padre.